# 保尊隆享
保尊 隆享（ほそん たかゆき、1955年 - ）は、日本の生物学者。大阪市立大学大学院教授。

## 来歴・人物
長野県生まれ。
1973年（昭和48年）長野県松本県ヶ丘高等学校卒業 。1981年（昭和56年）東北大学理学部大学院修了。理学博士。
東北大学理学部講師、助教授を経て、
2000年（平成12年）大阪市立大学理学研究科教授。
元理学部長。2018年（平成30年）特命副学長（人事委員会担当）。
専門は植物生理学、宇宙生物学。
植物はどのように重力を感ずるか？
保尊は植物の成長調節、形態形成、環境応答に最も直接的に関与する細胞壁の動態について、
構成多糖の代謝、それに対する植物ホルモン(オーキシンなど)の作用や、
代謝を担う細胞壁酵素並びにそれらをコードする遺伝子の構造と機能に焦点を当てて研究を行って来た。
殊に遺伝的プログラミングに強く影響する環境シグナルの中から重力に着目し、
重力がどのような機構を通して細胞壁代謝を修飾し、成長調節や形態形成に関わるかを、
宇宙実験並びに地上研究により解析している。
植物はどのように重力を感ずるか？実験テーマ「微小重力環境における高等植物の成長調節機構」が、
1994年（平成6年）10月29日から11月7日にかけて行われた向井千秋氏の2度目のミッション (STS-95)で 、
スペースシャトル・ディスカバリー号のスペースラボにおいて向井氏の手により実験が行われた。
エピソード
高校時代（1970年－1973年）、愛知県立大学教授の中藤淳とは同じ小林初命（古文）教室のクラスメイトでもある
。

## 受賞歴
- 日本宇宙生物科学会学会賞（2001年）
- 日本植物学会奨励賞（1992年）

## 所属学会
- 日本植物学会
- 日本植物生理学会
- 植物化学調節学会
- 日本宇宙生物科学会
- アメリカ植物生理学会(American Society of Plant Physiologists)
- スカンジナビア植物生理学会(Societas Physiologiae Plantarum Scandinavica)
- 根研究会
- FCCA
- COSPAR

## 著作論文
- 『植物ホルモン入門』保尊隆享(共著)オーム社  1992年
- 『植物ホルモンハンドブック』保尊隆享(共著)培風館  1994年
- 『オーキシンによる細胞壁代謝の調節』植物の化学調節 25 40-56 1990年
- 『植物の成育(宇宙生物学-無重力下の生命現象を探る)』保尊隆享(共著)遺伝 48(10) 37-42 1994年
- 『根ハンドブック(共著)根研究会』保尊隆享著
- 『今、動物がおもしろい-宇宙と地球生物』保尊隆享(共著)日本学術協力財団
- 『微小重力環境における植物の成長・分化-3-Dクリノスタットを用いた解析』保尊隆享著　日本マイクログラビティ応用学会誌
- 『植物ホルモンと細胞の形』保尊隆享著　学会出版センター
- 『植物ホルモンのシグナル伝達-生合成から生理機能へ』保尊隆享著　秀潤社
- 『根の事典』保尊隆享著　朝倉書店
- 『植物生理学(Mohr/Schopfer,翻訳)』保尊隆享訳　シュプリンガー・フェアラーク東京
- 『マイクロマシンの基礎技術の研究』保尊隆享著　マイクロマシンセンター
- 『微小重力環境における植物の成長と形態形成』保尊隆享著
- 『植物の生理』保尊隆享著　放送大学教育振興会
- 『宇宙植物科学の最前線』保尊隆享著　東北大学遺伝生態研究センター
- 『宇宙環境における植物の成長と形態形成』保尊隆享著　生物工学
- 『植物生理学講座 第1巻』保尊隆享著　朝倉書店
- 『生物学データ大百科事典(上)』保尊隆享著　朝倉書店
- 『植物オルガネラの分化と多様性』保尊隆享著　秀潤社
- 『宇宙環境における細胞壁変化』保尊隆享著　日本バイオレオロジー学会誌
- 『植物のもう一つの重力反応:抗重力　-抗重力多糖の機能』保尊隆享著　宇宙生物科学
- 『新訂 植物の生理』保尊隆享著　放送大学教育振興会
- 『新版 植物ホルモンのシグナル伝達』保尊隆享著　秀潤社
- 『植物ホルモンの分子細胞生物学』保尊隆享著　講談社
- 『植物の抗重力反応 -シグナル受容、変換・伝達、そして応答』保尊隆享著　生物工学
- 『植物の抗重力反応』保尊隆享著　宇宙環境利用の展望.資源探査用観測システム・宇宙環境利用研究開発機構
- 『これでナットク! 植物の謎』保尊隆享著　講談社